# 좀비처럼 걸어봐
좀비처럼 걸어봐(Walk Like As Zombie)는 한국에서 제작된 김설우 감독의 2003년 영화이다. 서정연 등이 주연으로 출연하였다.

## 출연

### 주연
- 서정연
- 유하
- 백선영
- 박재현

## 제작진
- 프로듀서: 김일권